# Spyker 60HP
 (octobre 2019).
Si vous disposez d'ouvrages ou d'articles de référence ou si vous connaissez des sites web de qualité traitant du thème abordé ici, merci de compléter l'article en donnant les références utiles à sa vérifiabilité et en les liant à la section « Notes et références ».
La Spyker 60HP est une marque de voiture historique Spyker construite aux Pays-Bas dans l'usine automobile de Trompenbourg, à Amsterdam.
La Spyker 60HP fut une voiture construite pour participer à la course Pékin-Paris en 1903 où elle arriva à la 2e place 20 jours après l'Itala.
La Spyker 60HP, exposée en 1903, mais probablement construite dès 1902, a été conçue pour participer à la course sur route Paris-Madrid. La Spyker 36/50 a été conçue à l'origine par le Français Émile Drouard, ingénieur diplômé de l'Institut industriel du Nord, assisté par l'ingénieur belge Joseph La Violette.
La voiture est d'une grande importance historique, car elle est la première voiture avec des freins sur les quatre roues, avec quatre roues motrices (plus de 30 ans avant la Jeep) et le premier moteur à six cylindres dans le monde, avec une vitesse de pointe de 110 km/h.
Principalement utilisé à des fins publicitaires, elle a aussi participé à deux courses Blackpool (1904), où la troisième place a été remportée et l'autre à Birmingham (1906), qui a été gagnée.
Un exemplaire peut être admiré au Musée national de l'automobile (collection Louwman).